# Tríona Ní Dhomhnaill

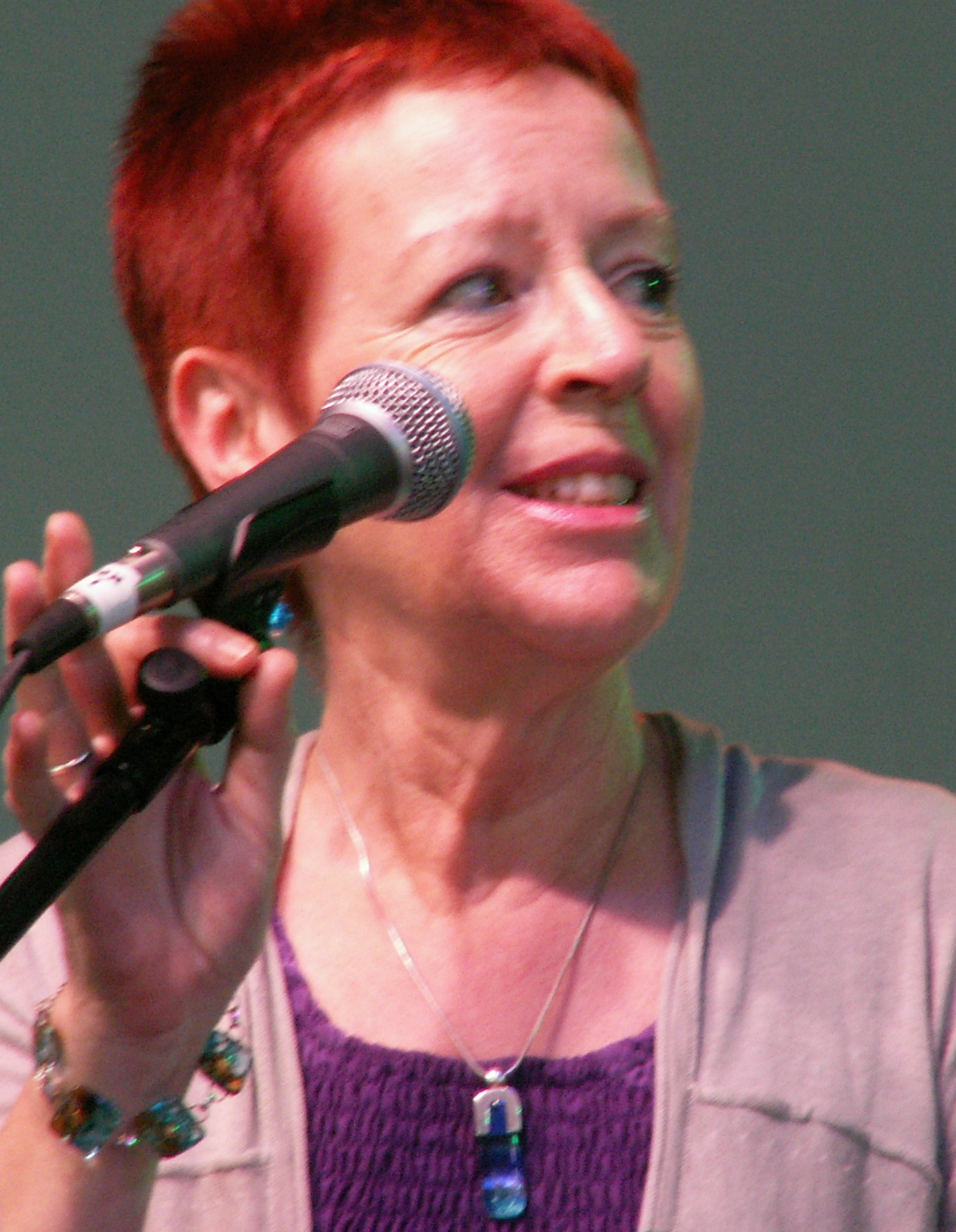
Tríona Ní Dhomhnaill in 2005

Tríona Ní Dhomhnaill is een Ierse folkzangeres. Zij komt uit een zeer muzikale familie.
Haar tante Neilli verzamelde bijna driehonderd folksongs voor de folklorecollectie van de Universiteit van Dublin. Samen met haar broer Micheál Ó Dhomhnaill, jongere zuster Maighread Ní Dhomhnaill, en multi-instrumentalist Daithe Sprule heeft zij de folkgroep Skara Brae opgericht. Later werd zij zangeres in de bekende folkgroep The Bothy Band met haar broer en mede-oprichters Paddy Keenan, Matt Molloy en vioolspeler Paddy Glackin. In 1978 stopte de band met optreden. In 1979 emigreerde zij naar Chapel Hill in North Carolina (Verenigde Staten). Daar nam zij deel aan de band Touchstone. In het midden van de jaren tachtig verhuisde zij naar Portland, Oregon en werd herenigd met haar broer Micheál die al enige jaren daar verbleef. Samen met de gebroeders Johnny en Phil Cunningham en Bill Oskay toerden zij met de folkband Relativity en namen twee albums op. Later trad zij op in de groep Nightnoise.

## Discografie
- 1971 Skara Brae (met Micheál en Maighread)
- 1975 Triona (solo) (met Micheál en Maighread)
- 1975 The Bothy Band
- 1976 Old Hag you have Killed Me (The Bothy Band)
- 1976 The Bothy Band live in Concert
- 1977 Out in the Wind (The Bothy Band)
- 1979 Promenade (met Kevin Burke)
- 1982 The New Land (met Relativity)
- 1984 Jealousy (met Relativity)
- 1987 Gathering Pace (met Relativity)
- 1991 No Dowry (met Micheál en Maighread)
- 1996 Celtic Christmas II (ook Maighread)
- 1997 Beginish
- 2000 Between the two Lights (met broer Micheál en zuster Maighread)
- 2000 A treasure of Irish Songs (ook Maighread)
- 2001 The Wynd you Know (met Ronan Browne)

Met Nightnoise
- Something of Time (1987)
- At the End of the Evening (1988)
- The Parting Tide (1990)
- A Windham Hill Retrospective (1992, compilatie)
- Shadow of Time (1993)
- A Different Shore (1995)

- International Standard Name Identifier: 0000 0000 2669 1250
- Library of Congress Control Number: n87117721
- MusicBrainz: 0eb0f4b6-9c40-492c-a360-1159368d95ba
- Virtual International Authority File: 34642050